# Kobong (album)
Kobong – pierwszy album studyjny polskiej grupy muzycznej Kobong. Wydawnictwo ukazało się w 1995 roku nakładem Izabelin Studio i PolyGram Polska. Płyta została nagrana w warszawskim Studio S-4 we współpracy z realizatorem Leszkiem Kamińskim. Nagrania uzyskały nominację do nagrody polskiego przemysłu fonograficznego Fryderyka w kategorii Album roku – muzyka alternatywna.
W ramach promocji do utworów „Rege” i „Taka tuka” zostały zrealizowane teledyski.
Określono go jako reprezentującego m.in. gatunki: metal progresywny, metal awangardowy, funk metal, groove metal, metal alternatywny, metal progresywny i thrash metal.

## Lista utworów
Opracowano na podstawie materiału źródłowego.
1. „Dzwony” – 3:40
2. „Drzewa” – 3:40
3. „Rege” – 5:15
4. „PRBDA” – 4:33
5. „Trzcinki” – 4:19
6. „Dolina” – 4:46
7. „Zanim” – 3:59
8. „Ziam dziam” – 3:16
9. „Gnoza” – 0:42
10. „Taka tuka” – 4:25
11. „Zbrodnie” – 5:38
12. „Jeżeli chcę” – 3:30
13. „Po pas” – 3:43

## Twórcy
Opracowano na podstawie materiału źródłowego.

- Bogdan Kondracki – wokal, gitara basowa
- Maciej Miechowicz – gitara elektryczna
- Robert Sadowski – gitara elektryczna
- Wojciech Szymański – perkusja
- Robert Kocjan – oprawa graficzna
- Grzegorz Piwkowski – mastering
- Izabelin Studio – produkcja
- Leszek Kamiński – realizacja nagrań